# دوو لوپی
دوو لوپی (به انگلیسی: Dov Lupi) ژیمناست زادهٔ ۲۴ آگوست ۱۹۴۸ میلادی اهل کشور اسرائیل است.